# Kosarz pospolity
Kosarz pospolity (Phalangium opilio) – gatunek pajęczaka z rzędu kosarzy, z rodziny Phalangiidae. Najpospolitszy z kosarzy. Występuje w Europie, północnej i centralnej Azji oraz w Azji Mniejszej; introdukowany został do Ameryki Północnej, północnej Afryki i na Nową Zelandię.

## Morfologia
Długość ciała wynosi 4–9 mm; 4–7 mm u samców, 5–9 mm u samic. Długość drugiego odnóża: 30–48 mm. Granica pomiędzy głowotułowiem a odwłokiem jest niewyraźna, co nadaje ciału owalny kształt. Grzbiet ciemny, szarobrązowy, brzuch zaś jasny, kremowy. Kosarze mają tylko jedną parę oczu. Samce tego gatunku wyposażone są w prącia, a samice w iglaste pokładełka.

## Tryb życia
Kosarze pospolite zamieszkują otwarte środowiska, takie jak łąki, moczary, świetliste lasy oraz środowiska antropogeniczne – ogrody, obszary rolnicze, centra miast, ściany i mosty. Prowadzą głównie nocny tryb życia; 90% ich aktywności przypada na okres między godziną 18 a 6. Na drzewach przebywają zwykle po zacienionej stronie.
W Europie wydają pojedyncze pokolenie w ciągu roku. Jaja składane są pod skałami, w szczelinach gleby lub między glebą a liśćmi, w grupach liczących od około 10 do kilkuset. Są kuliste, mają około 0,4 mm średnicy. Wraz z ich rozwojem barwa zmienia się z brudnobiałej do szarobrązowej. Wykluwają się po okresie 3 tygodni do 5 miesięcy lub więcej, zależnie od temperatury; najszybciej rozwijają się w temperaturze 20–30 °C. Osobniki młodociane osiągają dojrzałość w wieku 2–3 miesięcy. W Europie osobniki młodociane pojawiają się od maja do sierpnia.

## Pożywienie
Kosarze pospolite jedzą bezkręgowce o miękkich powłokach ciała, jak mszyce, gąsienice, prostoskrzydłe, larwy chrząszczy (pędraki), roztocze, nagie ślimaki, pająki i inne kosarze. Zjadają również martwe stawonogi.